# Trofeo Ciudad de Santiago
El Trofeo Ciudad de Santiago fue un torneo amistoso de fútbol disputado en Santiago de Compostela entre los años 1993 y 2000. La primera edición sirvió como inauguración del Estadio Multiusos de San Lázaro.

## Palmarés
| Año  | Nombre                         | Campeón           | Resultado  | Subcampeón        | 3º                     | 4º               |
| ---- | ------------------------------ | ----------------- | ---------- | ----------------- | ---------------------- | ---------------- |
| 1993 | Trofeo Compostela 93           | São Paulo FC      | 2-2 (q.p.) | CA River Plate    | Deportivo de La Coruña | CD Tenerife      |
| 1994 | Trofeo SD Compostela           | SD Compostela     | 4-1        | Sporting de Gijón | [ n 1 ]                | -                |
| 1995 | III Trofeo Ciudad de Santiago  | SD Compostela     | 1-0        | CF Monterrey      | Real Zaragoza          | RC Celta de Vigo |
| 1996 | IV Trofeo Ciudad de Santiago   | SD Compostela     | 3-1        | Sporting de Braga | -                      | -                |
| 1997 | V Trofeo Ciudad de Santiago    | RC Celta de Vigo  | Triangular | América de Cali   | SD Compostela          | -                |
| 1998 | VI Trofeo Ciudad de Santiago   | RC Celta de Vigo  | 2-4        | SD Compostela     | -                      | -                |
| 1999 | VII Trofeo Ciudad de Santiago  | SD Compostela     | 3-1        | Racing de Ferrol  | -                      | -                |
| 2000 | VIII Trofeo Ciudad de Santiago | Sporting de Gijón | 0-1        | SD Compostela     | -                      | -                |

1. ↑  El Deportivo Mandiyú y el Racing de Avellaneda no se presentaron al torneo.

## Títulos por país
| País      | Títulos | Subtítulos |
| --------- | ------- | ---------- |
| España    | 7       | 4          |
| Brasil    | 1       | 0          |
| Argentina | 0       | 1          |
| Colombia  | 0       | 1          |
| México    | 0       | 1          |
| Portugal  | 0       | 1          |

### Otros artículos
- Trofeo Xacobeo 93
- Trofeo Xacobeo